# Biélorussie aux Jeux olympiques d'été de 2000
Cet article contient des informations sur la participation et les résultats de la Biélorussie aux Jeux olympiques d'été de 2000, qui ont eu lieu à Sydney en Australie.

## Médaillés

### Or
- Yanina Karolchik : athlétisme, lancer du poids femmes
- Ellina Zvereva : athlétisme, lancer du disque
- Ekaterina Karsten : aviron, skiff femmes

### Argent
- Yulia Raskina : gymnastique rythmique, individuel femmes
- Tatyana Ananko, Tatyana Belan, Anna Glazkova, Irina Ilyenkova, Maria Lazuk et Olga Puzhevich : gymnastique rythmique, épreuve par équipe femmes
- Igor Basinski : tir, pistolet 50 mètres hommes

### Bronze
- Irina Yatchenko : Athlétisme, Lancer du disque femmes
- Igor Astapkovich : Athlétisme, Lancer du disque hommes
- Natalya Sazanovich : Athlétisme, Heptathlon femmes
- Anatoly Laryukov : Judo, Moins de 73 kg hommes
- Pavel Dovgal : Pentathlon moderne, Individuel hommes
- Igor Basinski : Tir, Pistolet à air comprimé 10 m
- Lolita Evglevskaya : Tir, Pistolet 25 m femmes
- Sergei Martynov : Tir, Carabine 50 mètres tir couché hommes
- Gennady Oleshchuk : Haltérophilie, - de 62 kg hommes
- Sergey Lavrenov : Haltérophilie, - de 69 kg hommes
- Dmitry Debelka : Lutte, Lutte gréco-romaine hommes (97–130 kg)

## Résultats par épreuve

### Tir à l'arc
Pour sa seconde compétition olympique de tir à l'arc, la Biélorussie est représentée par deux femmes et un homme.  Ils n'ont pas été autant réussis qu'à Atlanta quatre ans auparavant mais deux des archers ont réussi à gagner leur premier match.
| Individuel femmes |               |                           |               |             |                        |            |
|                   | Anna Karaseva | Anna Karaseva             | Anna Karaseva | Olga Moroz  | Olga Moroz             | Olga Moroz |
| 16e de Finale     | Bat           | Almudena Gallardo Espagne | 163-162       | Perd contre | Joanna Nowicka Pologne | 152-139    |
| 8e de Finale      | Perd contre   | Mi-Jin Yun Corée          | 162-152       | -           | -                      | -          |

Individuel hommes :
- Nico Hendrickx : 16e de Finale → 27e place (1-1)

### Athlétisme
| 800 m hommes - Pavel Pelepyagin - 1er tour : 01 min 46 s 67 - Demi-Finale : 01 min 50 s 37 (→ non qualifié) 400 m haies hommes - Leonid Vershinin - 1er tour : 51 s 84 (→ non qualifié) Lancer du poids hommes - Andrei Mikhnevich - Qualification :19,97 m - Finale : 19,48 m (→ 9e place) Lancer du disque hommes - Vasiliy Kaptyukh - Qualification : 65,90 m - Finale : 67,59 m (→ 4e place) - Vladimir Dubrovshchik - Qualification : 64,03 m - Finale : 65,13 m (→ 7e place) - Leonid Cherevko - Qualification : 58,32 m (→ non qualifié) Lancer du javelot hommes - Vladimir Sasimovich - Qualification : 78,04 m (→ non qualifié) Lancer du marteau hommes - Igor Astapkovich - Qualification :79,81 m - Finale:79,17 m (→ Médaille de bronze) - Ivan Tikhon - Qualification :76,90 m - Finale : 79,17 m (→ 4e place) Saut en hauteur hommes - Aleksei Lelin - Qualification : 2,15 m (→ non qualifié) 20 km marche hommes - Andrey Makarov - Finale : 1 h 23 min 33 (→ 17e place) - Artur Meleshkevich - Finale : 1 h 24 mi 50 (→ 21e place) - Mikhail Khmelnitskiy - Finale : 1 h 28 min 02 (→ 34e place) 50 km marche hommes - Viktor Ginko - Finale : Non qualifié | 800 mètres femmes - Natalya Dukhnova - 1er tour : 02 min 03 s 20 (→ non qualifiée) Relais 4 × 400 mètres femmes - Elena Bunnik, Anna Kazak, Irina Khlyustova et Natalya Sologub - 1er tour : 03 min 26 s 31 (→ non qualifiées) Lancer du poids femmes - Yanina Karolchyk - Qualification : 19,36 m - Finale : 20,56 m (→ Médaille d'or) Lancer du disque femmes - Irina Yatchenko - Qualification : 62,72 m - Finale : 65,20 m (→ Médaille de bronze) - Ellina Zvereva - Qualification : 64,81 m - Finale : 68,40 m (→ Médaille d'or) Lancer du marteau femmes - Svetlana Sudak - Qualification : 63,83 m - Finale : 64,21m (→ 10e place) - Lyudmila Gubkina - Qualification : 63,29 m - Finale : 67,08 m (→ 6e place) - Olga Tsander - Qualification : pas de marque (→ non qualifiée) Triple saut femmes - Natallia Safronava - Qualification : 13,91 m (→ non qualifiée) Saut en hauteur femmes - Tatyana Shevchik - Qualification : 1,85 m (→ non qualifiée) 20 km marche femmes - Nataliya Misyulya - Finale : 1 h 33 min 08 (→ 9e place) - Valentina Tsybulskaya - Finale : 1h 36 min 44 (→ 28e place) - Larisa Ramazanova - Finale : 1 h 37 min 39 (→ 32e place) Heptathlon femmes - Natalya Sazanovich - 100 m haies : 13 s 45 - Saut en hauteur : 1,84 m - Lancer du poids : 14,79 m - 200 m : 24 s 12 - Saut en longueur : 6,50 m - Lancer du javelot: 43,97 m - 800 m : 02 min 16 s 41 - Points : 6 527 (→ Médaille de bronze) |

### Boxe
Poids super-légers hommes (- de 63,5 kg)
- Sergey Bykovsky
  - 1er tour : Bat Romeo Brin des Philippines
  - 2e tour : Bat Nurhan Suleymanoglu de Turquie
  - Quart de finale : Perd contre Mahamadkadyz Abdullaev de Ouzbékistan (→ non qualifié)

### Canoë-kayak

#### Course en ligne
| 500 mètres canoë monoplace hommes - Aleksandr Maseikov - Série qualificatif : 01 min 54 s 468 - Demi-finale : 01 min 55 s 035 (→ non qualifié) | 500 mètres kayak biplace femmes - Elena Bet et Svetlana Vakula - Série qualificatif : 01 min 55 s 757 - Demi-finale : 01 min 49 s 758 (→ non qualifiées) 500 mètres kayak quatre places femmes - Alesya Bakunova, Elena Bet, Natalya Bondarenko et Svetlana Vakula - Série qualificatif : 01 min 34 s 734 - Demi-finale : Bye - Finale : 01 min 37 s 748 (→ 6e place) |

### Plongeon
| Tremplin 3 m hommes - Vyacheslav Khamulkin - Tour préliminaire : 357,03 points (→ non qualifié, 23e place) | Tremplin 3 m femmes - Svetlana Alekseeva - Tour préliminaire : 260,91 points - Demi-finale : 216.48 — 477.39 (→ non qualifiée, 15e place) |

### Gymnastique
| Gymnastique rythmique individuel - Yulia Raskina : 39,548 pts (→ Médaille d'argent) - Valerina Vatkina : 38,957 pts (→ 8e place) Gymnastique rythmique par équipe: - Tatyana Ananko, Tatyana Belan, Anna Glazkova, Irina Ilyenkova, Maria Lazuk et Olga Puzhevich : 39,500 pts (→ Médaille d'argent) | Trampoline femmes - Natalia Karpenkova : 35,80 pts (→ 6e place) Trampoline femmes - Dimitri Polyarush : 38,10 pts (→ 5e place) |

### Pentathlon moderne
| Individuel femmes - Janna Choubenok : 5086 pts (→ 6e place) | Individuel hommes - Pavel Dovgal : 5338 pts (→ Médaille de bronze) |

### Aviron
Skiff femmes
- Ekaterina Karsten  (→  Médaille d'or)

Huit femmes
- Irina Bazilevskaya
- Marina Kuzhmar
- Olga Berezneva
- Marina Znak
- Yuliya Bichik
- Inessa Zakharevskaya
- Nataliya Gelakh
- Olga Tratsevskaya
- Valentina Khokhlova

### Voile
| Dériveur double hommes (470) - Igor Ivashintsov et Mikhail Protasevich - Course 1 : 15 - Course 2 : (29) - Course 3 : 20 - Course 4 : 20 - Course 5 : 23 - Course 6 : 14 - Course 7 : 18 - Course 8 : (30) DSQ - Course 9 : 24 - Course 10 : 5 - Course 11 : 14 - Final : 153 (→ 21e place) | Dériveur solitaire open Laser hommes - Aleksandr Mumyga - Course 1 : 28 - Course 2 : 27 - Course 3 : 20 - Course 4 : 29 - Course 5 : 20 - Course 6 : 29 - Course 7 : (40) - Course 8 : 34 - Course 9 : 28 - Course 10 : 32 - Course 11 : 30 - Final : 243 (→ 32e place) | Dériveur solitaire Europe (femmes) - Tatiana Drozdovskaya - Course 1 : 25 - Course 2 : 16 - Course 3 : 17 - Course 4 : 17 - Course 5 : 26 - Course 6 : (27) - Course 7 : (28) OCS - Course 8 : 18 - Course 9 : 21 - Course 10 : 17 - Course 11 : 19 - Final:176 (→ 24e place) |

### Natation
| 50 m nage libre hommes - Dmitry Kalinovsky - Série : 23 s 21 (→ non qualifié) 100 m nage libre hommes - Oleg Rukhlevich - Série : 50 s 96 (→ non qualifié) 200 m nage libre hommes - Igor Koleda - Série : 1 min 49 s 01 - Demi-finale : 1 min 49 s 52 (→ non qualifié) 400 m nage libre hommes - Dmitry Koptur - Série : 03 min 55 s 26 (→ non qualifié) 1 500 m nage libre hommes - Dmitry Koptur - Série : 15 min 29 s 62 (→ non qualifié) 100 m brasse hommes - Aleksandr Gukov - Série : 01 min 04 s 96 (→ non qualifié) 200 m brasse hommes - Aleksandr Gukov - Série : 02 min 16 s 93 (→ non qualifié) Relais 4 × 100 m nage libre hommes - Igor Koleda, Pavel Lagun, Dmitry Kalinovsky, Oleg Rukhlevich - Série : 03 min 20 s 85 (→ non qualifié) Relais 4 × 200 m nage libre hommes - Igor Koleda, Pavel Lagun, Dmitry Koptur, Valery Khuroshvili - Série : 07 min 24 s 83 (→ non qualifié) | 50 m nage libre femmes - Alena Popchanka - Série : 26 s 1 (→ non qualifiée) 100 m nage libre femmes - Alena Popchanka - Série : 56 s 33 - Demi-finale : 56 s 4 (→ non qualifiée) 200 m nage libre femmes - Natalya Baranovskaya - Série : 02 min 00 s 58 - Demi-finale : 01 min 59 s 90 - Finale : 01 min 59 s 28 (→ 6e place) 400 m nage libre femmes - Natalya Baranovskaya - Série : 04 min 12 s 67 (→ non qualifiée) |

### Natation synchronisée
Duo féminin
- Kristina Nadezhdina et Natalia Sakharuk
  - Chorégraphie technique : 30,287 points (→ n'ont pas participé à la chorégraphie libre)

### Haltérophilie

#### Hommes
| Athlète           | Épreuve    | Arraché | Arraché | Arraché | Épaulé-jeté | Épaulé-jeté | Épaulé-jeté | Total | Rang               |
| Athlète           | Épreuve    | 1       | 2       | 3       | 1           | 2           | 3           | Total | Rang               |
| ----------------- | ---------- | ------- | ------- | ------- | ----------- | ----------- | ----------- | ----- | ------------------ |
| Vitaly Derbenyov  | - de 56 kg | 115,0   | 120,0   | 125,0   | 145,0       | 150,0       | 155,0       | 275,0 | 7                  |
| Gennady Oleshchuk | - de 62 kg | 137,5   | 142,5   | 145,0   | 172,5       | 175,0       | 177,5       | 317,5 | Médaille de bronze |
| Sergey Lavrenov   | - de 69 kg | 152,5   | 157,5   | 163,0   | 182,5       | 187,5       | 187,5       | 340,0 | Médaille de bronze |
| Pavel Bazuk       | - de 94 kg | 162,5   | 167,5   | 170,0   | 197,5       | 202,5       | 202,5       | 365,0 | 16                 |

#### Femmes
| Athlète          | Épreuve    | Arraché | Arraché | Arraché | Épaulé-jeté | Épaulé-jeté | Épaulé-jeté | Total | Rang |
| Athlète          | Épreuve    | 1       | 2       | 3       | 1           | 2           | 3           | Total | Rang |
| ---------------- | ---------- | ------- | ------- | ------- | ----------- | ----------- | ----------- | ----- | ---- |
| Hanna Batsiushka | - de 58 kg | 85,0    | 90,0    | 90,0    | 102,5       | 107,5       | 112,5       | 197,5 | 8    |